# Turdus atrogularis
Turdus atrogularis là một loài chim trong họ Turdidae.